# Graydon Oliver
Graydon Oliver (ur. 15 czerwca 1978 w Tampie) – amerykański tenisista.

## Kariera tenisowa
W zawodowym gronie tenisistów zadebiutował w roku 1998.
Zwyciężał w grze podwójnej zarówno w zawodach kategorii ITF Men’s Circuit i ATP Challenger Tour. W roku 2002 Oliver wygrał swoje pierwsze zawody rangi ATP World Tour, w Hongkongu. Partnerem deblowym Amerykanina był Jan-Michael Gambill, a w finałowej rozgrywce pokonali Wayne’a Arthursa i Andrew Kratzmanna 6:7(2), 6:4, 7:6(4). Drugi triumf odniósł w 2004 roku, podczas rozgrywek w Pekinie, grając w parze z Justinem Gimelstobem. W tym samym roku wywalczył kolejny tytuł, w Bangkoku, ponownie tworząc duet z Gimelstobem. Ostatnie zwycięstwo w rozgrywkach ATP World Tour Amerykanin odniósł w 2005 roku w Indianapolis, będąc w parze z Paulem Hanleyem. W decydującym meczu o tytuł pokonali duet Simon Aspelin–Todd Perry 6:2, 3:1 (krecz). Ponadto Oliver był 4-krotnym finalistą rozgrywek ATP World Tour, najpierw w 2002 roku w Houston oraz Tokio, w 2003 roku ponownie w Houston, a w 2005 roku w Newport.
Najwyżej sklasyfikowany wśród singlistów był w marcu 2003 roku, będąc na 965. miejscu, a w rankingu deblistów w sierpniu 2005 roku zajmował 29. pozycję. W 2008 roku zakończył karierę tenisową. Na kortach zarobił 357 113 dolarów amerykańskich.

### Finały w turniejach ATP World Tour
| Legenda                                      |
| -------------------------------------------- |
| Wielki Szlem                                 |
| Igrzyska olimpijskie                         |
| Tennis Masters Cup / ATP Finals              |
| ATP Masters Series / ATP Tour Masters 1000   |
| ATP International Series Gold / ATP Tour 500 |
| ATP International Series / ATP Tour 250      |

#### Gra podwójna (4–4)
| Końcowy wynik | Nr | Data                | Turniej      | Nawierzchnia  | Partner             | Przeciwnicy                    | Wynik finału        |
| ------------- | -- | ------------------- | ------------ | ------------- | ------------------- | ------------------------------ | ------------------- |
| Finalista     | 1. | 28 kwietnia 2002    | Houston      | Ceglana       | Jan-Michael Gambill | Mardy Fish Andy Roddick        | 4:6, 4:6            |
| Zwycięzca     | 1. | 29 września 2002    | Hongkong     | Twarda        | Jan-Michael Gambill | Wayne Arthurs Andrew Kratzmann | 6:7(2), 6:4, 7:6(4) |
| Finalista     | 2. | 6 października 2002 | Tokio        | Twarda        | Jan-Michael Gambill | Jeff Coetzee Chris Haggard     | 6:7(4), 4:6         |
| Finalista     | 3. | 27 kwietnia 2003    | Houston      | Ceglana       | Jan-Michael Gambill | Mark Knowles Daniel Nestor     | 4:6, 3:6            |
| Zwycięzca     | 2. | 19 września 2004    | Pekin        | Twarda        | Justin Gimelstob    | Alex Bogomolov Jr. Taylor Dent | 4:6, 6:4, 7:6(6)    |
| Zwycięzca     | 3. | 3 października 2004 | Bangkok      | Twarda (hala) | Justin Gimelstob    | Yves Allegro Roger Federer     | 5:7, 6:4, 6:4       |
| Finalista     | 4. | 10 lipca 2005       | Newport      | Trawiasta     | Travis Parrott      | Jordan Kerr Jim Thomas         | 46:7(5), 6:7(5)     |
| Zwycięzca     | 4. | 24 lipca 2005       | Indianapolis | Twarda        | Paul Hanley         | Simon Aspelin Todd Perry       | 6:2, 3:1 krecz      |